# ロバート・H・ディッケ
ロバート・H・ディッケ（Robert Henry Dicke, 1916年5月6日 - 1997年3月4日）は、アメリカ合衆国の物理学者。天体物理学、原子物理学、宇宙論、重力理論の分野で重要な貢献をおこなった。

## 人物
セントルイスで生まれた。1939年にプリンストン大学卒業後、1941年にロチェスター大学で核物理学のPh.D.を取得した。第二次世界大戦中であった同年から1946年まで、マサチューセッツ工科大学の放射線研究所でレーダーの開発に従事し、ディッケ放射計を設計し、宇宙の背景放射が20K以下であることを示した。
1946年にプリンストン大学に戻り、レーザーや電子の磁気回転比の計測などの研究を行った。宇宙背景放射の発見に貢献した一人で、ジェームズ・ピーブルス、デイヴィッド・ウィルキンソン、ピーター・ロールらと理論的な研究を行い、アーノ・ペンジアスとロバート・W・ウィルソンの発見にも重要な役割をはたした。
ディッケは等価原理の枠組みのなかで一般相対性理論の正確性の検証を行った。カール・ブランスとともにブランス・ディッケ理論を作り、それによって、相対論の正しさを証明した結果の一つである水星の近日点のニュートン理論からのずれの量をより正確に求められると主張した。

## 受賞歴
- 1967年 ランフォード賞、リヒトマイヤー記念賞
- 1970年 アメリカ国家科学賞
- 1973年 コムストック物理学賞
- 1974年 エリオット・クレッソン・メダル